# Tigris a trópusi viharban
A Tigris a trópusi viharban (Tigre dans une tempête tropicale), más címen Meglepetés! (Surpris !) Henri Rousseau festménye, amely a londoni National Gallery gyűjteményének része.
Az 1891-ben készült kép egyike annak a nagyjából húsz festménynek, amely Rousseau dzsungelsorozatát alkotják. Ezek a képek az egzotikum auráját kölcsönözték a festőnek és műveinek, és legnépszerűbb festményeinek számítottak. Rousseau dzsungelei teljességgel képzeletbeliek, a művész soha nem hagyta el Franciaországot. Ugyan azt állította, hogy az 1960-as évek elején a francia expedíciós csapatok katonájaként Mexikóban szolgált, ennek azonban nincs alapja.
A képein látható növények, amelyeket precíz részletességgel festett meg, szobanövények, illetve olyan trópusi fajok, amelyeket a párizsi botanikuskertben (Jardin des Plantes) figyelt meg. A kép jobb alsó sarkában felismerhető egy kaucsuknövény (Castilla elastica), a bal oldalon pedig több anyósnyelv, amelyek kedvelt szobanövények voltak a 19. században. A botanikuskertet a Francia Nemzeti Természettudományi Múzeum üzemeltette, és egy öreg állatkert is tartozott hozzá, de nagyragadozók nem voltak benne. A múzeum állattani kiállításán azonban Rousseau láthatott kitömött állatokat, köztük tigrist és oroszlánt.
A festményt a független alkotók 1891-es párizsi kiállításán (Salon des Indépendants) mutatta be Rousseau. Ez a képe volt az első, amellyel kritikai sikert ért el, annak ellenére, hogy naivitást sugárzó alkotását sokan megmosolyogták. A kép széltől tépett, buja növényzetű erdőt ábrázol, amelyben egy vicsorgó tigris készül ugrani. Hogy miért, azt nem tudni. A képnek két olvasata van: az egyik szerint a tigris vadászik, a másik szerint megriad az égboltot széthasító villámcsapástól.
Az első magyarázat abból indul ki, hogy számos kortárs beszámoló úgy írt az alkotásról, mint amelyik vadászó tigrist ábrázol, és maga Rousseau is úgy hivatkozott rá, hogy a Felfedezőket üldöző tigris képe. Vagyis látható volt a festményen a zsákmány. Henri Rousseau befejezése után átdolgozta a vásznat a magas fű feletti sötét területen a kép jobb oldalán, elképzelhető, hogy eredetileg ott volt a ragadozó zsákmánya. A másik olvasat szerint a surpis (meglepetés) cím szójáték, mivel a grève surprise villámcsapást jelent franciául. 
A festmény komplexebb és mozgalmasabb, mint Rousseau korábbi alkotásai. Az egyik legaprólékosabb kidolgozott képe, amelyen zöldekkel, vörösekkel és barnákkal alkotta meg a szinte egybefüggő növényzetet. Rousseau pantográfot használt munka közben, amellyel képeket vetített a vászonra, majd azok körvonalát megrajzolta. Talán ez a magyarázata annak, hogy a tigris miért tűnik úgy, mintha a levegőben lógna. A körvonalak átrajzolása után a művész kitöltötte azokat olajfestékkel. Rousseau mindig csak a kép egy részén dolgozott, és csak azután kezdett új terület festésébe, ha az előzővel végzett.
Miután a festmény fő elemei és háttere elkészült, a művész részben átlátszó, ezüstös-szürkés csíkokkal jelenítette meg az esőt, ami hasonlít a japán nyomatokhoz, amelyek népszerűek voltak a kor művészei között. A tigrist valószínűleg egyszerre ihlették a múzeumban látott kitömött példányok, állattani és magazinillusztrációk, illetve a macskák. A festő talán látta Eugène Delacroix 1862-es Tigris és kígyó című képét és Jean-Léon Gérôme tigriseit, amelyek elérhetők voltak nyomatokon és fényképeken egyaránt. 1885-ben tigriskiállítás volt a párizsi szépművészeti főiskolán.